# Gouverneur de l'État de New York
Pour les articles homonymes, voir Gouverneur de New York.
Le gouverneur de l'État de New York (en anglais : Governor of the State of the New York) exerce la plus haute fonction du pouvoir exécutif de l'État américain de New York.

## Histoire
La fonction de gouverneur de l'État de New York a été actée par la première constitution de l'État de New York en 1777. La durée de son mandat a varié au cours de l'histoire ; initialement d'une durée de deux ans, sa durée est étendue à trois ans lors de l'amendement de la constitution de 1874, réduite à deux ans en 1894 pour enfin être étendue à quatre ans en 1938.

## Rôle
Il a pour devoir de faire appliquer les lois de l'État et le pouvoir d'approuver ou de mettre son véto aux lois votées par la législature d'État de New York, d'accorder son pardon sauf dans les cas de trahison ou d'impeachment. En tant que gouverneur, il est également le chef des forces militaires terrestres et navales de l'État. Le gouverneur porte le prédicat The Honorable, traduit par « L'Honorable », durant la durée de son mandat.

## Résidence
La résidence du gouverneur de l'État de New York, située à Albany, capitale de l'État, est un bâtiment de style architectural italianisant construit en 1856.